# Gérasime II de Constantinople
Gérasime II de Constantinople (en grec : Γεράσιμος Β΄) est patriarche de Constantinople du 14 août 1673 à décembre 1674.